# Nohely Arteaga
Nohely Arteaga est une actrice vénézuélienne, née à Caracas le 5 décembre 1963.

## Télévision

### Telenovelas
- 2011 - 2012 : El árbol de Gabriel (Venevisión) : Valentina Pacheco
- 2013 : De todas maneras Rosa (Venevisión) : Santa Bermúdez